# シ・ナ・ナ
シ・ナ・ナ（She Nay Nay）ことアタナシア・アレクソパウロス（Athanasia Alexopoulos、女性、1月1日 - ）は、カナダのプロレスラー。カナダのアトランティック・グランプリ・レスリング、NCWフィメス・ファタレス、米国のOVW、SHIMMER、アイルランドのIWWなどで活動している。

## 経歴

### カナダ
高校時代にスコット・ダモールが主催するプロレス興行を観戦し、プロレスラーを志す。デイブ・ダルトンの下で3ヶ月間トレーニングを積み、ケベック州ラシュートのUWAでデビュー。UWAのリングに数試合出場後、BCW及びESWに参戦。2006年、グランプリ・レスリングのエミール・デュプリにビデオを送り、2006年5月から8月にかけて同団体のツアーに参加。
2009年9月5日、NCWフィメス・ファタレスデビュー。デビュー戦はAddy Starrに敗れる。 2010年2月6日、2度目の試合でKaren Brooksに勝利。

### アメリカ
2006年、当時WWE傘下だったOVWのトレーニングに招待される。12月6日、OVWデビュー戦としてセリーナ・ディーブと組み、ODB、ベス・フェニックス組に勝利。2007年5月11日、セリーナ、ビクトリア・クロフォード、マリース・ウエレと組み、ベス、ケイティー・リー、ミレーナ・ルッカ、ジェニファー組に勝利。翌日、初のテレビマッチに出場したセリーナ、ジェニファーと組むが、ケイティー、ベス、ミレーナ組に敗れる。
2009年10月30日、WWE・スマックダウンにジェニー・ブルックス（Jenny Brooks）として登場するも、ベス・フェニックスとのスカッシュマッチで敗れる。
NCWフィメス・ファタレスに2度参戦した後、2010年5月2・3日のSHIMMER収録に参加。初スパークル（ダーク・マッチ）ではレヴァ・ベイツに敗れる。翌日にはAnna Minoushkaと組み、PJタイラー、レバと対戦も敗れる。

### その他国外
2007年10月、アイルランドのIWWにて女子及びミックスに出場。イギリスのBTWにも「Miss Anthea」を名乗り参戦。2010年初頭にはレイヴェン、スコッティ・2・ホッティ、ユージン、ビリー・ガンとともに韓国遠征。
2012年初来日。10月7日のJoshi 4 Hopeにて中川ともかと組み、桜花由美、成宮真希に勝利。
14日、スターダムに初参戦、松本浩代と組み、紫雷イオ、ベーダ・スコットを破る。当時は「シ・ネ・ネ」と表記されている。

## 得意技
- シ・ナ・ナ・ドロップ[2]
- ハリケーンラナ[1]
- スプリングボード・クロスボディ[1]
- トルネードDDT[1]

## タイトル歴
- IBTM
  - IBTM女子王座[1]

- UWA
  - UWA女子王座[1]